# Piano à six mains
Le piano à six mains est une pratique musicale consistant à faire jouer trois pianistes sur le même piano,.

## Répertoire

### Œuvres originales
De nombreuses pièces pédagogiques ont été écrites pour cette formation, par exemple quatre recueils de Laura Shur.
- Plusieurs opus de Carl Czerny, notamment les opus 17 et 741.
- Cinq pièces de Percy Grainger.
- Romance et Valse de Sergei Rachmaninoff.
- Hommage d'Alfred Schnittke.
- Âmes d’enfants de Jean Cras.
- Pensées et Montmartre de Paul Robinson[4].
- Plusieurs pièces du compositeur allemand Armin Fuchs[5].
- Metrorhythmia 1 du compositeur bulgare Tomislav Baynov[6],[7],[8].
- Are You Going? de John Pitts[9].
- Fantasy on a theme by Steve Reich du compositeur grec Dionysis Boukouvalas.
- Slowdown du compositeur canadien Paul Frehner[10][réf. non conforme].
- S[wim] du compositeur malais Samuel Cho[11]
- Promenade de Fabio Mengozzi[12],[13].

La pièce Frontispice de Maurice Ravel est composée pour cinq mains (de trois pianistes ), mais sur deux pianos.

### Transcriptions
La catégorie For piano 6 hands (arr) sur IMSLP contient (en mai 2025) 50 éléments, essentiellement des transcriptions réalisées au XIXe siècle de pièces classiques et romantiques[réf. non conforme]. Contrairement aux arrangements pour piano à quatre mains ou pour deux pianos, ce sont pour la plupart des mouvements qui sont arrangés, et pas des œuvres complètes (par exemple, le Scherzo de la symphonie n°2 de Beethoven).

## Ensembles spécialisés
- AXA: One Piano, Six Hands[15]
- ATM Triet[16]
- Severnside Composers Alliance[17]
- Trio Philagrande[18]